# Das Ungeheuer von London-City
Das Ungeheuer von London-City ist ein deutscher Kriminalfilm, der 1964 unter der Regie von Edwin Zbonek in West-Berlin gedreht wurde. Es handelt sich um den sechsten Bryan-Edgar-Wallace-Film, mit dem der Filmproduzent Artur Brauner am Erfolg der Edgar-Wallace-Reihe teilhaben wollte. Der Film wurde am 2. Juli 1964 in den bundesdeutschen Kinos gestartet.

## Handlung
Der Schauspieler Richard Sand steht allabendlich in der Rolle des Frauenmörders Jack the Ripper auf der Bühne des Edgar-Allan-Poe-Theaters im Londoner Stadtteil Whitechapel. Sir George Edwards ist ein erbitterter Gegner des erfolgreichen Stücks. Als Parlamentsmitglied würde er am liebsten die Theaterzensur einführen und die Aufführung verbieten, zumal seine Nichte Ann Morlay gegen seinen Willen den Darsteller Richard Sand heiraten will. Viel lieber sähe Sir George seine Nichte an der Seite ihres Jugendfreundes, des Polizeiarztes Dr. Morel Greely.
Zur gleichen Zeit wird London von einer grausamen Mordserie in Atem gehalten. Inspektor Dorne und Polizeiarzt Greely müssen feststellen, dass die grausamen Sexualmorde große Ähnlichkeiten mit den Taten des Jahrhundertverbrechers Jack the Ripper haben. Aber nicht nur Richard Sand, der sich auf unheimliche Weise immer mehr in seine Bühnenrolle hineinlebt, zählt zum Kreis der Verdächtigen. Auflösung: Beim fünften Mord beobachtet ein kleines Mädchen den Täter aus nächster Nähe. Es handelt sich um Morel Greely.

## Entstehungsgeschichte

### Vorgeschichte
Im Zuge der seit 1959 von Constantin Film vermarkteten Edgar-Wallace-Filme der Rialto Film entstanden in den 1960er Jahren zahlreiche weitere Kriminalfilme nach ähnlichem Muster. 1960 startete der Filmproduzent Artur Brauner mit den Doktor-Mabuse-Filmen eine eigene Kriminalfilmreihe, ab 1962 brachte seine CCC-Film außerdem Filme nach Stoffen von Bryan Edgar Wallace, dem Sohn des bekannten Schriftstellers, in die Kinos. Neben den Rechten an den Romanvorlagen hatte Brauner auch das Recht erworben, den Namen Bryan Edgar Wallace für frei erfundene Drehbücher verwenden zu können.

### Vorproduktion und Drehbuch
Als Vorlage für Das Ungeheuer von London-City diente ein von Robert A. Stemmle verfasstes Drehbuch mit dem Titel Das unheimliche Erbe, welches von Bryan Edgar Wallace überarbeitet wurde. Besetzungsvorschläge des Produzenten und ursprüngliche Rollennamen waren unter anderem (tatsächlich engagierte Darsteller sind kursiv dargestellt):
- Jonathan: Mario Adorf, Oskar Werner (?), Karl-Michael Vogler, Rolf Henniger, Harald Leipnitz, Erich Schellow
- Arabella: Marianne Koch, Senta Berger
- Morell: Karl-Michael Vogler
- Willfried: Leonard Steckel, Fritz Tillmann, Walter Rilla
- Dorne: Hans Nielsen, Leonard Steckel
- Tom: Dieter Eppler, Pinkas Braun, Klaus Kinski, Richard Münch, Harald Leipnitz, Horst Frank
- Maylor: Wolfgang Reichmann, Carlos Werner
- Haushälterin: Elsa Wagner, Rose Renée Roth
- Evelyn: Ingmar Zeisberg, Anita Höfer
- Katherine: Gudrun Schmidt
- Ferry: Hanns Lothar, Walter Giller, Ralf Wolter, Harald Juhnke, Gunther Philipp, Georg Thomalla, Horst Bollmann (?), Bill Ramsey
- Jelly: Maria Sebaldt, Helen Vita

### Dreharbeiten
Die bisherigen Bryan-Edgar-Wallace-Filme erwiesen sich für Brauner und den Gloria-Filmverleih von Ilse Kubaschewski als außerordentlich gutes Geschäft. Bereits vier Tage vor der Uraufführung von Das Phantom von Soho (Regie: Franz Josef Gottlieb) folgten von 10. Februar bis 16. März 1964 in West-Berlin die Dreharbeiten für Das unheimlich Erbe, wie der Filmtitel noch immer lautete. Ein großer Teil der Außenaufnahmen wurde direkt auf dem Gelände oder in unmittelbarer Umgebung der CCC-Filmstudios in Berlin-Haselhorst gedreht.
Wie bereits Der Henker von London und Das Phantom von Soho entstand auch diese Produktion im aufwendigen Ultrascope-Format (1:2,35). Als Regisseur konnte Brauner abermals Edwin Zbonek verpflichten, der mit Der Henker von London einen der erfolgreichsten Beiträge der Filmreihe inszeniert hatte. Für das Szenenbild waren die Architekten Hans-Jürgen Kiebach und Ernst Schomer verantwortlich. Der Filmtitel wurde schließlich in Das Ungeheuer von London-City geändert.

### Filmmusik
Die Filmmusik von Martin Böttcher wurde zusammen mit dem von Peter Thomas komponierten Soundtrack des Edgar-Wallace-Films Das Verrätertor (1964) im Jahr 1971 auf einer Langspielplatte eines britischen Musikverlags veröffentlicht. Sieben Musiktitel der Filmmusik von Das Ungeheuer von London-City erschienen im Jahr 1999 auf der CD Martin Böttcher – Kriminalfilmmusik Vol. 2:
1. Titelmusik 1:37
2. Doodle Dandy 2:33
3. Polizeieinsatz 0:56
4. Flucht 1:21
5. Walking Jack 2:30
6. Verfolgung 1:22
7. Schlußmusik 0:44

Die Titelmusik war als ebensolche auch in dem Fernseh-Zweiteiler Das Millionending (1966) zu hören.

## Rezeption
Die FSK gab den Film am 11. Juli 1964 ab 18 Jahren frei. Am 30. Januar 2006 wurde die Altersfreigabe auf 12 Jahre herabgestuft. Sowohl künstlerisch als auch geschäftlich konnte der am 2. Juli 1964 gestartete Film Das Ungeheuer von London-City nicht an den Erfolg früherer Filme der Reihe anschließen. Es handelte sich um den letzten Bryan-Edgar-Wallace-Film, der vom Gloria-Filmverleih vertrieben wurde. Nach dem Film Das siebente Opfer, der schließlich vom Nora-Filmverleih vermarktet werden sollte, wurde Brauners Filmreihe noch im selben Jahr vorläufig eingestellt. Erst 1970 brachte der Constantin-Filmverleih mit der italienisch-deutschen Koproduktion Das Geheimnis der schwarzen Handschuhe wieder einen Film ins Kino, der als Bryan-Edgar-Wallace-Film vermarktet wurde.

### Kritiken
„Vorhersehbarer Gruselkrimi mit Ansätzen zur (Selbst-)Persiflage, die jedoch in der unlogischen Handlung untergehen. Belanglose, gelegentlich gar klamottenhafte Unterhaltung.“